# Панина, Анастасия Владимировна
Анастаси́я Влади́мировна Па́нина (род. 15 января 1983, Северо-Задонск, Тульская область, РСФСР, СССР) — российская актриса театра и кино, телеведущая.

## Биография
Анастасия Панина родилась 15 января 1983 года в городе Северо-Задонске Тульской области. Имя получила в честь любимой песни отца в исполнении Юрия Антонова и рок-группы «Аракс» — «Анастасия». Отец — Владимир Николаевич Панин, родом из Северо-Задонска. Мать — Валентина Леонидовна Бодаева, родом из Барнаула. Родители познакомились во время работы на рыболовецкой плавбазе «Суздаль» на Дальнем Востоке. Поженившись, перебрались в Северо-Задонск, где отец работал шахтёром (после получения тяжёлой травмы ноги был переведён на менее сложный участок), а мать трудилась на птицефабрике. У Анастасии есть старшая сестра Ольга (род. 1975).
С детства Панина посещала Спортивно-оздоровительный центр «Спутник», где занималась художественной гимнастикой до тринадцатилетнего возраста. Является кандидатом в мастера спорта по художественной гимнастике.
В 2000 году окончила среднюю общеобразовательную школу № 5 в Северо-Задонске (классный руководитель — Светлана Алексеевна Федосеева).
После окончания средней школы вместе с матерью и сестрой (родители тогда уже развелись) уехала в Москву, где готовилась поступать на факультет психологии МПГУ, подсознательно понимая, что этот путь не для неё.
В актёрскую профессию попала случайно. Её друзья, увидев объявление в газете о проведении отбора актёров для исторического телесериала «Бедная Настя» (2003—2004), предложили ей принять в нём участие. В результате длительного отбора из нескольких тысяч молодых претендентов Панина была принята на актёрские курсы Александра Акопова и кинокомпании «Амедиа», специально созданные для этого телепроекта. Параллельно с обучением на актёрских курсах Панина проходила пробы в проект «Бедная Настя» и была утверждена на роль одной из сестёр Долгоруких. Съёмки сериала должны были начаться в сентябре 2003 года. Но к тому времени Панина, пройдя конкурс в 450 человек на место, уже была зачислена на актёрский факультет Школы-студии МХАТ и столкнулась с выбором — сниматься в кино или учиться в театральном вузе. Она выбрала второе.
В 2003 году поступила, а в 2007 году с красным дипломом окончила актёрский факультет Школы-студии (института) имени Вл. И. Немировича-Данченко при Московском Художественном академическом театре имени А. П. Чехова (руководители курса — Дмитрий Брусникин и Роман Козак). На протяжении всего периода учёбы была задействована в репертуаре Московского драматического театра имени А. С. Пушкина: сначала играла в массовках, а в конце четвёртого курса по предложению Романа Козака начала репетировать свою первую роль на большой сцене в спектакле «Пули над Бродвеем» в постановке Евгения Писарева, после чего окончательно влилась в состав труппы. По окончании Школы-студии МХАТ получила премию имени Москвина-Тарханова как лучшая студентка по движенческим дисциплинам.
В 2007 году была принята в труппу Московского драматического театра имени А. С. Пушкина, в которой служит по настоящее время.
С 2006 года снимается в кино.
С 6 сентября 2014 года по субботам ведёт телевизионную передачу «Мама на 5+» на российском канале для детей «Disney».

### Личная жизнь
Муж — Владимир Жеребцов (род. 7 декабря 1983, Москва), актёр, выпускник 2005 года Высшего театрального училища имени М. С. Щепкина в Москве (курс Владимира Бейлиса и Виталия Иванова), с 2005 года служит в труппе Московского драматического театра имени А. С. Пушкина. Анастасия и Владимир познакомились в 2003 году, во время работы в этом театре в спектакле «Ромео и Джульетта», где Владимир играл Ромео. Женаты с 2009 года.
Дочь Александра (род. 28 июня 2010).

## Творчество

### Роли в театре

#### Учебный театр Школы-студии МХАТ (2003—2007)
- «Мандат», дипломный спектакль по одноимённой пьесе Николая Эрдмана — Настя, кухарка в семье Гулячкиных[2]
- «Кармен. Этюды» —
- «Адам и Ева» — Дженни

#### Московский драматический театр имени А. С. Пушкина(2007 — н. в.)
В Московском драматическом театре имени А. С. Пушкина Анастасия Панина служит с 2007 года по настоящее время и в разные годы играла в следующих спектаклях:
- 2007 — «Пули над Бродвеем» по сценарию к американскому одноимённому фильму 1994 года Вуди Аллена (режиссёр — Евгений Писарев; премьера — 29 сентября 2007 года) — Эллен[2]
- 2007 — «Прошлым летом в Чулимске» по одноимённой пьесе Александра Вампилова (режиссёр — Игорь Бочкин; премьера — 23 февраля 2006 года) — Валентина Фёдоровна Помигалова
- 2008 — «Смешные Жэ Мэ» по пьесе «Смешные жеманницы» Мольера (режиссёр — Елена Новикова; премьера — 26 января 2008 года) — Като, жеманница, племянница Горжибюса
- 2008 — «Оffис» по пьесе «Бесхребетность» немецкого драматурга Ингрид Лаузунд в переводе Анастасии Риш-Тимашевой (режиссёр — Роман Козак; премьера — 2 марта 2008 года) — Кристенсен / Шмитт[8]
- 2008 — «Прекрасность жизни» по рассказам Евгения Попова (режиссёр — Марина Брусникина; премьера — 23 октября 2008 года) —
- 2008 — «Дамский портной» по одноимённой пьесе Жоржа Фейдо в переводе Ирины Мягковой (режиссёр — Александр Огарёв; премьера — 12 декабря 2008 года) — Сюзанна[9]
- 2009 — «Письмо счастья» по пьесе «Фернандо Крапп написал мне письмо» немецкого драматурга Танкреда Дорста (режиссёр — Дж. Дж. Джилинджер; премьера — 6 марта 2009 года) — Юлия
- 2010 — «Турандот» по одноимённой пьесе Карло Гоцци (режиссёр — Константин Богомолов; премьера — 8 октября 2010 года) — Адельма
- 2012 — «Великая магия» по одноимённой пьесе итальянского драматурга Эдуардо де Филиппо в переводе Сергея Михалкова (режиссёр — Евгений Писарев; премьера — 4 февраля 2012 года) — Марта ди Спелта[10]
- 2012 — «Материнское поле» по одноимённой повести Чингиза Айтматова (режиссёр-хореограф — Сергей Землянский; премьера — 9 октября 2012 года) — Невестка[11]
- 2013 — «Ричард — Ричард» по пьесе «Ричард III» английского драматурга Уильяма Шекспира в переводе Михаила Донского (режиссёр — Борис Дьяченко; премьера — 24 февраля 2013 года) — Ричард[12]
- 2013 — «Дама с камелиями» по одноимённому роману французского драматурга Александра Дюма (сына) (режиссёр-хореограф — Сергей Землянский; премьера — 11 мая 2013 года) — Маргарита Готье, куртизанка
- 2015 — «Жанна д’Арк» на основе пьесы «Святая Иоанна» Бернарда Шоу и исторических сведений о Жанне и окружающих ее людях (режиссёр-хореограф — Сергей Землянский; премьера — 16 октября 2015 года) — Жанна
- 2016 — «Дом, который построил Свифт» по одноимённой пьесе Григория Горина (режиссёр — Евгений Писарев; премьера — 19 марта 2016 года) — Эстер Джонсон
- 2019 — «Дорога перемен» по одноимённому роману Ричарда Йейтса (художественный руководитель — Евгений Писарев, режиссёр — Владимир Бельдиян; премьера — 21 мая 2019 года) — Эйприл Уиллер[13]
- 2019 — «Всё о нашем доме», спектакль-концерт, посвящённый истории МДТ имени А. С. Пушкина (режиссёр — Евгений Писарев; премьера — 25 декабря 2019 года) — артистка театра

### Фильмография
| Год       |     | Название                                                                       | Роль |
| --------- | --- | ------------------------------------------------------------------------------ | --- |
| 2006      | ф   | Последняя исповедь                                                             | Любовь Шевцова, участница и член штаба советской подпольной антифашистской комсомольской организации «Молодая гвардия»                                            |
| 2006      | с   | Счастье по рецепту                                                             | Настя, телеведущая |
| 2007      | с   | Закон и порядок. Отдел оперативных расследований (фильм № 4 «Завершение дела») | Ирина Трушина, жертва насилия |
| 2007      | ф   | Надежда как свидетельство жизни                                                | Надежда Тимофеевна Рязанцева |
| 2007      | с   | Оплачено смертью (фильм № 4 «Тайна вольных каменщиков»)                        | Каролина Яновна Зборовская |
| 2007      | тф  | Прекрасная Елена                                                               | Елена Юрьевна Подгурская, приёмная дочь Юрия Шаманова |
| 2007      | ф   | Скалолазка и последний из седьмой колыбели                                     | Алёна Овчинникова («Скалолазка»), очаровательная и отважная переводчица                                                                                           |
| 2007      | с   | Спецгруппа (фильм № 3 «Кашалот»)                                               | Юлия Стогова, ветеринар |
| 2007      | ф   | Зачем ты ушёл…                                                                 | Ева Александровна Повагина |
| 2008      | тф  | Белый паровоз                                                                  | Ольга |
| 2008      | тф  | Встречная полоса                                                               | Ева Светлова, журналист |
| 2008      | ф   | Двое под дождём                                                                | Дарья |
| 2008      | ф   | Невеста на заказ                                                               | Наталья |
| 2008      | с   | Фотограф (серия № 10 «Ставка на ангела»)                                       | Анна Ангелина |
| 2009      | с   | Грязная работа                                                                 | Вера, помощница Тимофея Тарасова |
| 2009      | с   | Из жизни капитана Черняева (фильм № 1 «Отпуск в январе»)                       | «Марина Полякова» (Анна) |
| 2009      | ф   | Капля света                                                                    | Валерия |
| 2009      | с   | Петля                                                                          | Мила Полозова, капитан |
| 2009      | с   | Сёмин                                                                          | Наталья Николаевна Маевская |
| 2010      | с   | Доктор Тырса (серия № 14)                                                      | Даша |
| 2010      | тф  | Буду верной женой                                                              | Нина Антонова, сотрудница швейной фабрики |
| 2011      | с   | Инкассаторы                                                                    | Настя, подруга Вадима Стрельцова |
| 2011      | ф   | Сделка                                                                         | Дарья, тренер по спортивным бальным танцам |
| 2012      | с   | Дорога на остров Пасхи                                                         | Марина Громова, помощник следователя |
| 2012      | ф   | Кабы я была царица…                                                            | Вика Истомина |
| 2012      | тф  | Любовь по расписанию                                                           | Светлана |
| 2012      | с   | Петрович                                                                       | Ирина |
| 2013      | ф   | Мститель                                                                       | Надежда Крушилина, медсестра |
| 2013      | с   | Операция «Кукловод»                                                            | Марина Королёва, жена майора ФСБ Ивана Королёва |
| 2013      | с   | Пасечник                                                                       | Оксана Валерьевна Воеводина, врач-терапевт |
| 2013      | с   | Торговый центр                                                                 | Инна, бывшая невеста Олега Корнеева |
| 2014      | ф   | Небо падших                                                                    | Татьяна |
| 2014      | с   | Отмена всех ограничений                                                        | Ника Вакулина, журналист |
| 2014      | с   | Умельцы                                                                        | Алла, секретарь бизнесмена Виктора Альбертовича («Брюнета») |
| 2014      | с   | Учителя                                                                        | Екатерина, учитель физкультуры |
| 2014—2017 | с   | Физрук                                                                         | Татьяна Александровна Чернышова, учитель русского языка и литературы, классный руководитель 11 «А» класса, возлюбленная учителя физкультуры Олега Фомина («Фомы») |
| 2014      | с   | Другой майор Соколов                                                           | Марина Ветрова, капитан, сотрудник специальной группы УСБ МВД |
| 2015      | с   | Пасечник 2                                                                     | Оксана Валерьевна Воеводина, врач-терапевт |
| 2015      | с   | Последняя электричка                                                           | Аня Рогозина |
| 2015      | ф   | Счастье — это... (новелла № 5 «Последний пункт»)                               | Света, жена Сергея |
| 2015      | ф   | Любовь в розыске                                                               | Анна Вострякова, следователь, сотрудник полиции |
| 2016      | ф   | Ложь во спасение                                                               | Ирина Субботина, жена следователя Олега Субботина |
| 2016      | с   | Вышибала                                                                       | Наталья Климцова |
| 2016      | с   | Опекун                                                                         | Люська |
| 2016      | ф   | Влюбить и обезвредить                                                          | Анна |
| 2016      | кор | Нарисуй меня счастливым                                                        | учитель истории |
| 2017      | с   | Майор Соколов. Игра без правил                                                 | Марина Ветрова, капитан, сотрудник специальной группы УСБ МВД |
| 2017      | ф   | Ребёнок на миллион                                                             | Настя Мальцева |
| 2017      | с   | Линия света                                                                    | Лариса Бровко |
| 2017—2019 | с   | Психологини                                                                    | Таня (Татьяна) Николаевна Рубцова, семейный психолог |
| 2018      | ф   | Родная кровь                                                                   | Вероника Лощинская, тренер по плаванию, бывшая успешная спортсменка                                                                                               |
| 2018      | с   | Обман                                                                          | Ольга Кузнецова, судья |
| 2018      | ф   | Моя жизнь                                                                      | Ольга |
| 2018      | с   | Свадьбы и разводы                                                              | Надежда Викторовна, партнёр Марка в юридическом бюро «Марк Соколовский и сын»                                                                                     |
| 2018      | с   | Галка и Гамаюн                                                                 | Илона Грачёва, младший лейтенант полиции |
| 2019      | ф   | Горная болезнь                                                                 | Светлана |
| 2019      | ф   | Красавица и воры                                                               | Ася, журналист |
| 2020      | с   | Объявлен мёртвым                                                               | Дарья Датская, подполковник полиции, старший следователь, жена и коллега Вадима Датского                                                                          |
| 2020      | с   | Суррогатная мать                                                               | Лиза, жена Максима |
| 2020      | с   | Психологини на карантине                                                       | Таня (Татьяна) Николаевна Рубцова, семейный психолог |
| 2020      | с   | Шуша                                                                           | Александра Игоревна Ладынина («Шуша»), эксперт-криминалист |
| 2022      | с   | Не будь моей женой                                                             | Имя персонажа не указано |
| 2023      | ф   | Одна дома                                                                      | Марина |
| 2024      | ф   | Почему ты?                                                                     | Нина Булыгина, жена Андрея |

### Участие в музыкальных видеоклипах
- 2014 — видеоклип на композицию «Аэропорты» певца Андрея Ковалёва — Анастасия Панина сыграла роль стюардессы, у которой завязывается роман с пилотом, роль которого исполнил сам Андрей Ковалёв[3].